# ناشية
النَّاشِيَة (الاسم العلمي: Nashia Millsp.) هي جنس نباتي يتبع الفصيلة اللويزية من رتبة الشفويات وطائفة ثنائيات الفلقة.